# News of the World (jornal)

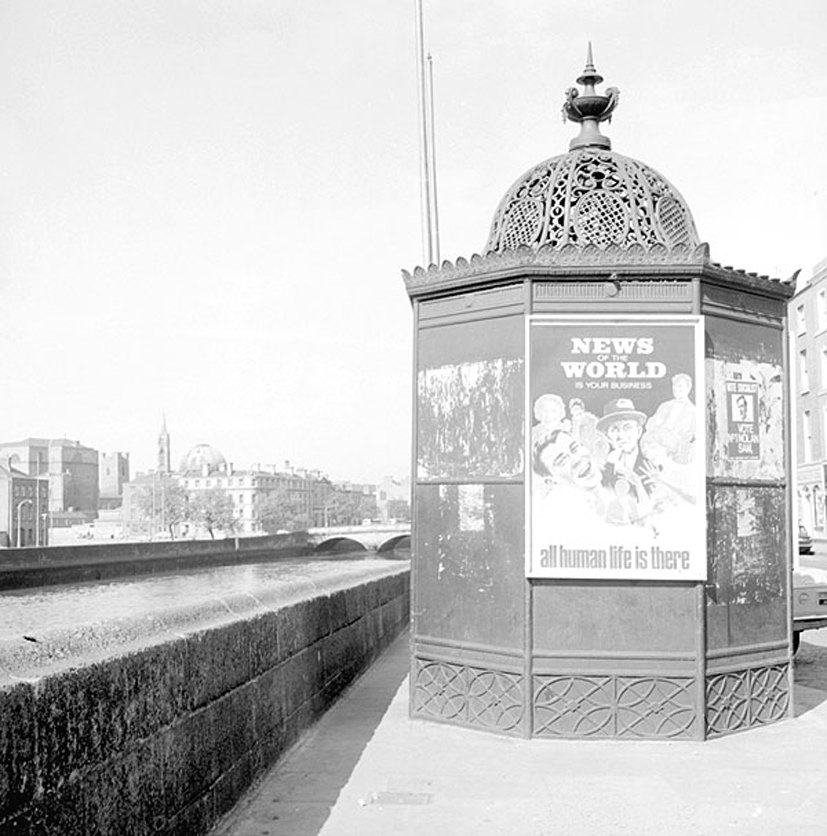
Publicidade ao jornal na Irlanda, em 1969.

News of the World foi um jornal britânico em formato tablóide, publicado semanalmente aos domingos. Considerado a edição dominical de sua publicação-irmã, o The Sun, pertenceu ao grupo de comunicação social norte-americano News Corp de Rupert Murdoch. Concentrava sua abordagem temática em fofocas sobre celebridades e notícias populistas abordadas de maneira sensacionalista, e sua predileção por temas relacionados a escândalo sexuais lhe trouxe apelidos depreciativos populares, como "News of the Screws" e "Screws of the World". Manteve uma venda média de 2 993 709 cópias por semana (em fevereiro de 2010), o News of the World foi um jornal em inglês de maior vendagem no mundo.

## O Fechamento
O editor Andy Coulson renunciou em 26 de janeiro de 2007 depois de um escândalo envolvendo escutas em telefones da família real britânica, e foi substituído no cargo por Colin Myler, ex-editor do Sunday Mirror que havia trabalhado por muito tempo no New York Post. Entre editores célebres do jornal estão Piers Morgan e Rebekah Wade, que substituiu Phil Hall em 2000.
Por conta de vários escândalos, o tabloide foi fechado em julho de 2011, após novas denúncias e investigações da Polícia Metropolitana de Londres que acredita que até 4 mil pessoas tiveram seus telefones grampeados por repórteres do jornal, entre elas estavam Alex Pereira, primo de Charles de Menezes, morto a tiro pela polícia britânica, Coulson, ex-chefe de imprensa do primeiro-ministro do Reino Unido, David Cameron, Neil Wallis, o ex-diretor-executivo do News entre outras pessoas consideradas importantes.
Sean Hoare, o primeiro a relatar que o editor Andy Coulson tinha conhecimento das escutas ilegais foi encontrado morto na sua casa em Watford em 18 de julho de 2011.